# Sanacja

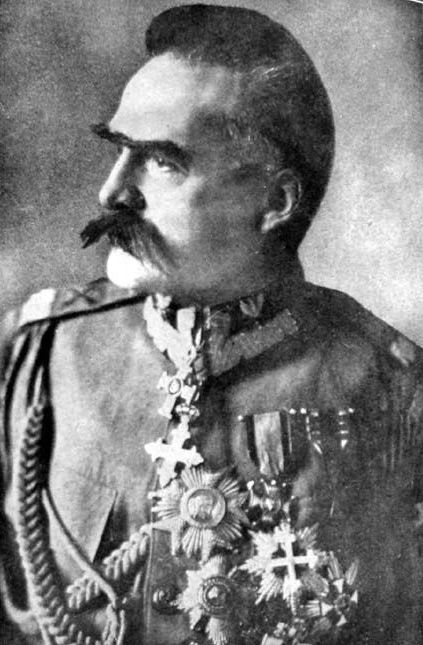
Józef Piłsudski

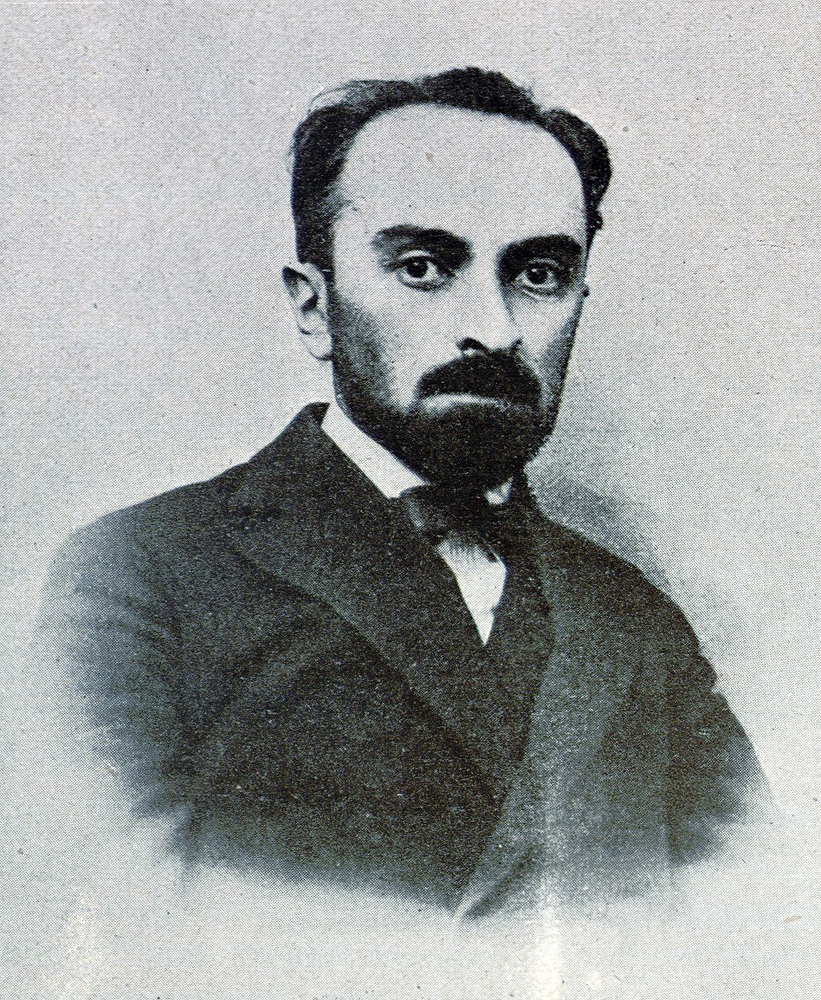
Adam Skwarczyński, twórca pojęcia sanacja i ideolog ruchu piłsudczykowskiego

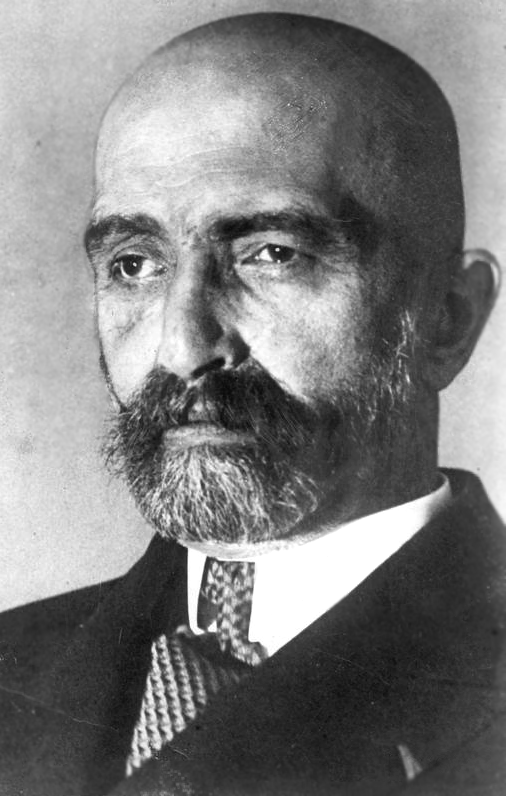
Walery Sławek, trzykrotny premier Polski, marszałek Sejmu, twórca, przewodniczący i główny ideolog Bezpartyjnego Bloku Współpracy z Rządem

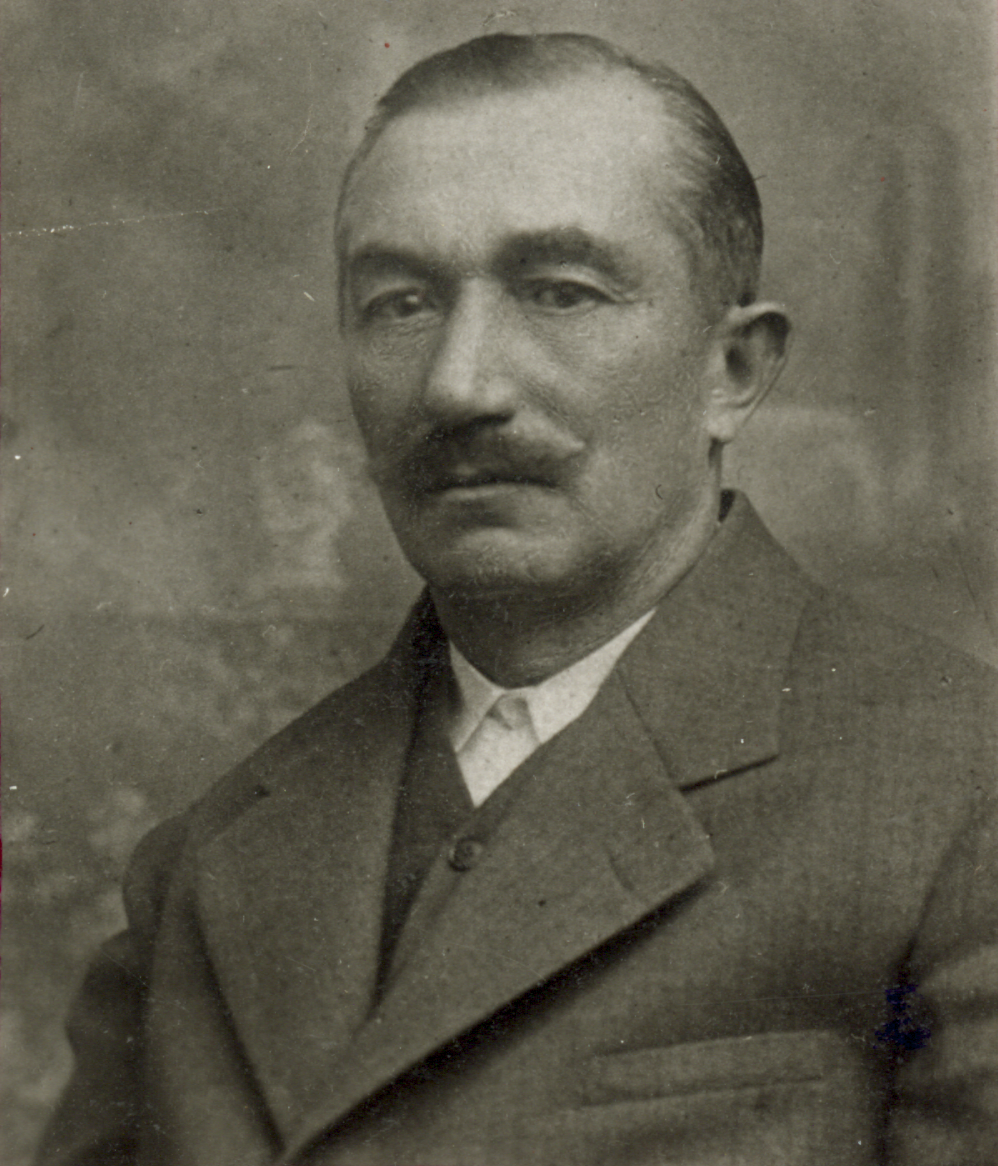
Prześladowanie przeciwników politycznych; zdjęcie Wincentego Witosa dołączone do jego listu gończego z 1933 r.

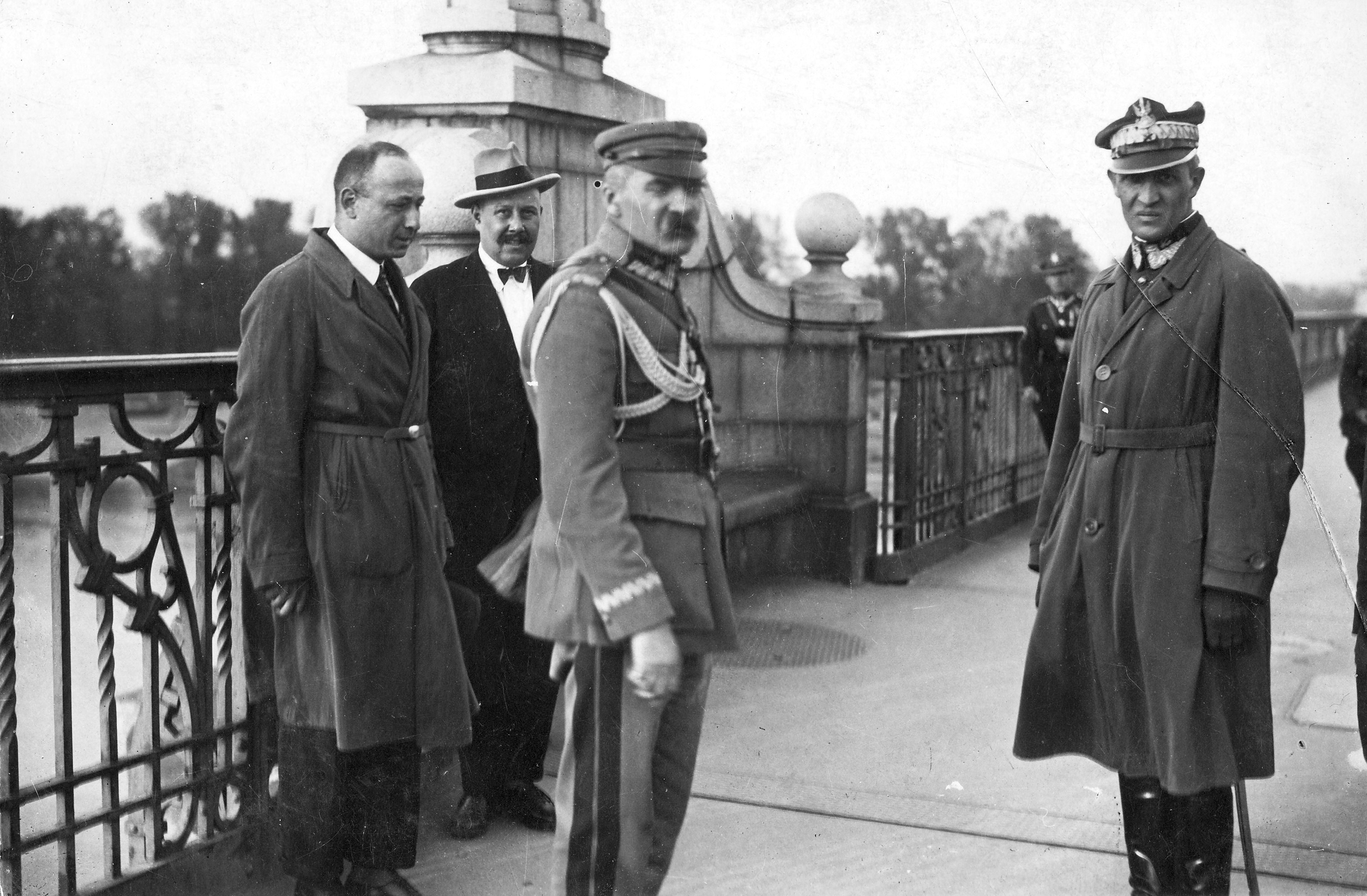
Józef Piłsudski z Gustawem Orlicz-Dreszerem na moście Poniatowskiego tuż po spotkaniu z prezydentem Stanisławem Wojciechowskim

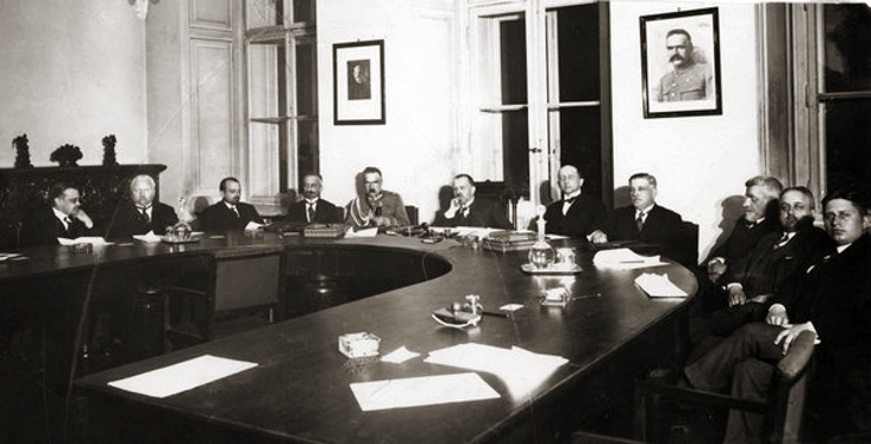
Pierwszy rząd Kazimierza Bartla

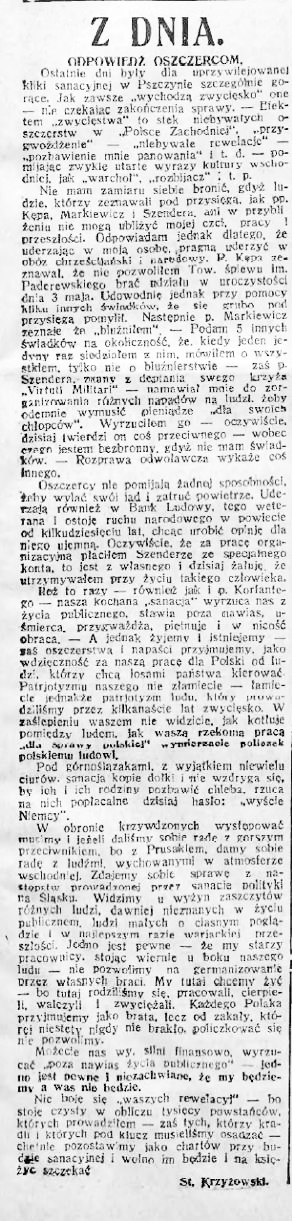
Stanisław Krzyżowski z Pszczyny, którego 28 sierpnia 1922 Józef Piłsudski osobiście odznaczył Krzyżem Srebrnym Orderu Virtuti Militari, krytykuje na łamach „Polonii” niemoralne działania obozu sanacyjnego na Górnym Śląsku

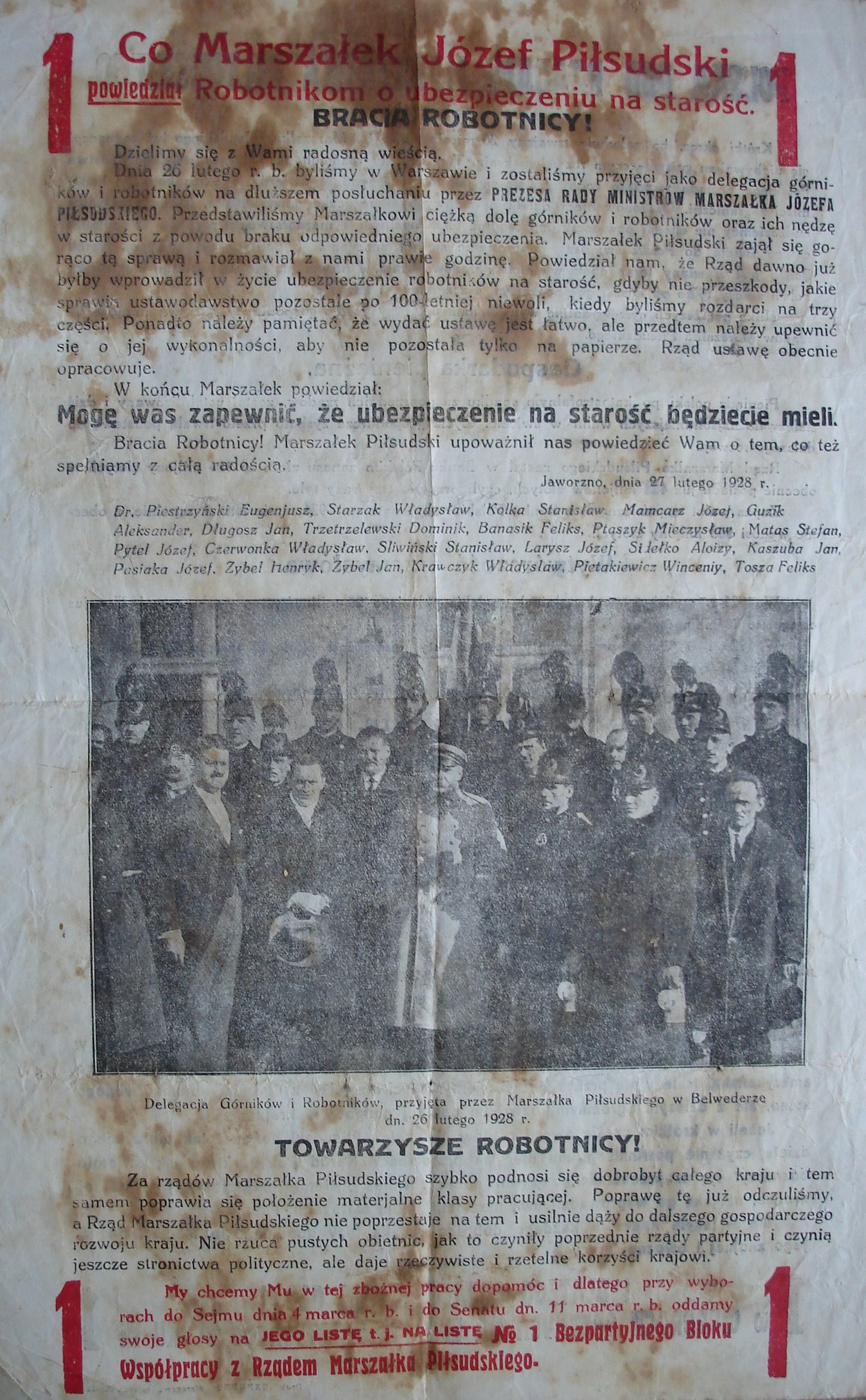
Ulotka wyborcza BBWR, 1928 r.

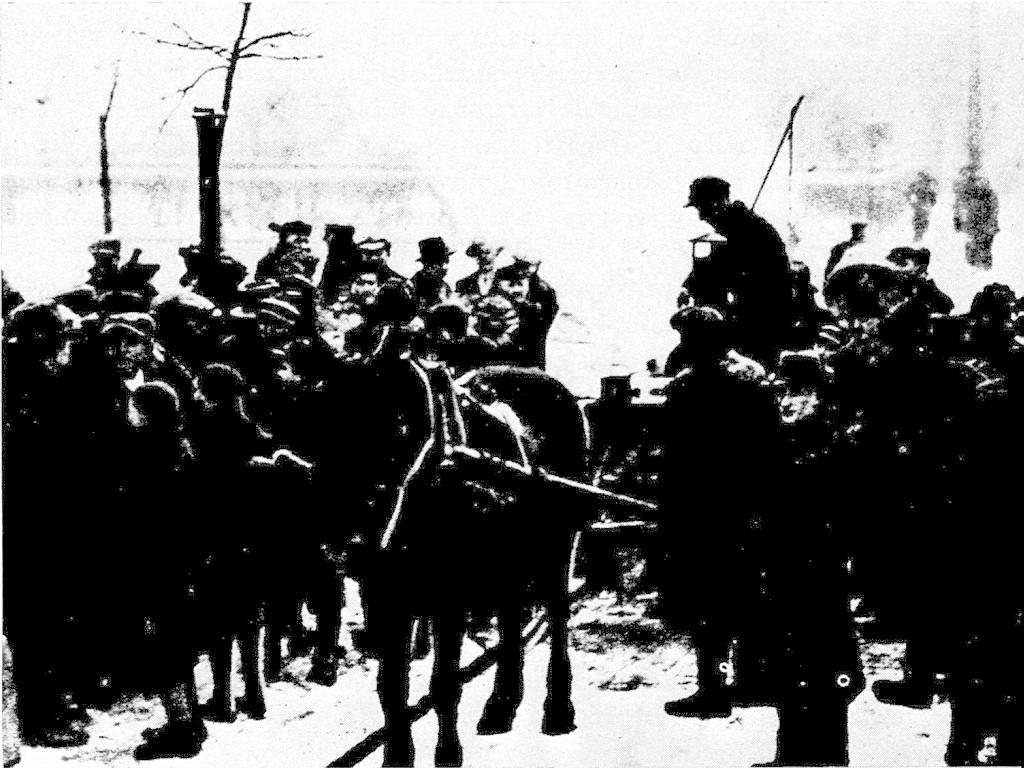
Rozdawanie chleba i herbaty bezrobotnym na ulicach Warszawy (po 1930 r.)

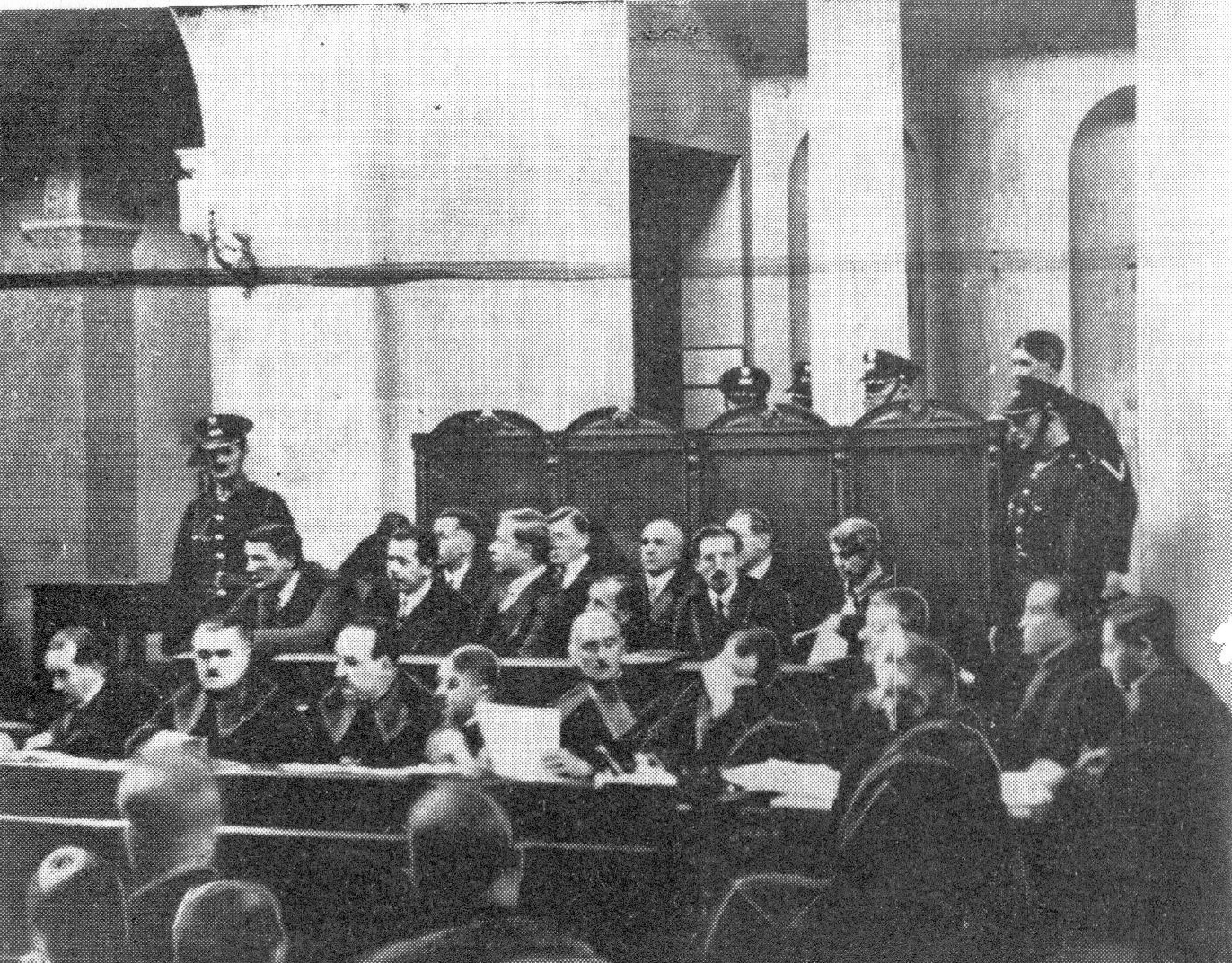
Ława oskarżonych podczas procesu brzeskiego

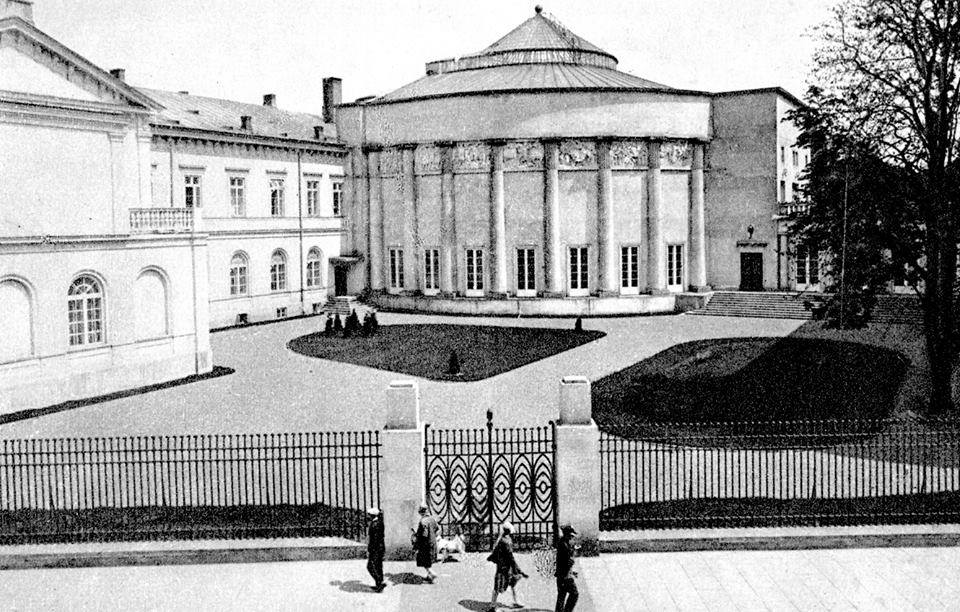
Gmach Sejmu w 1930 r.

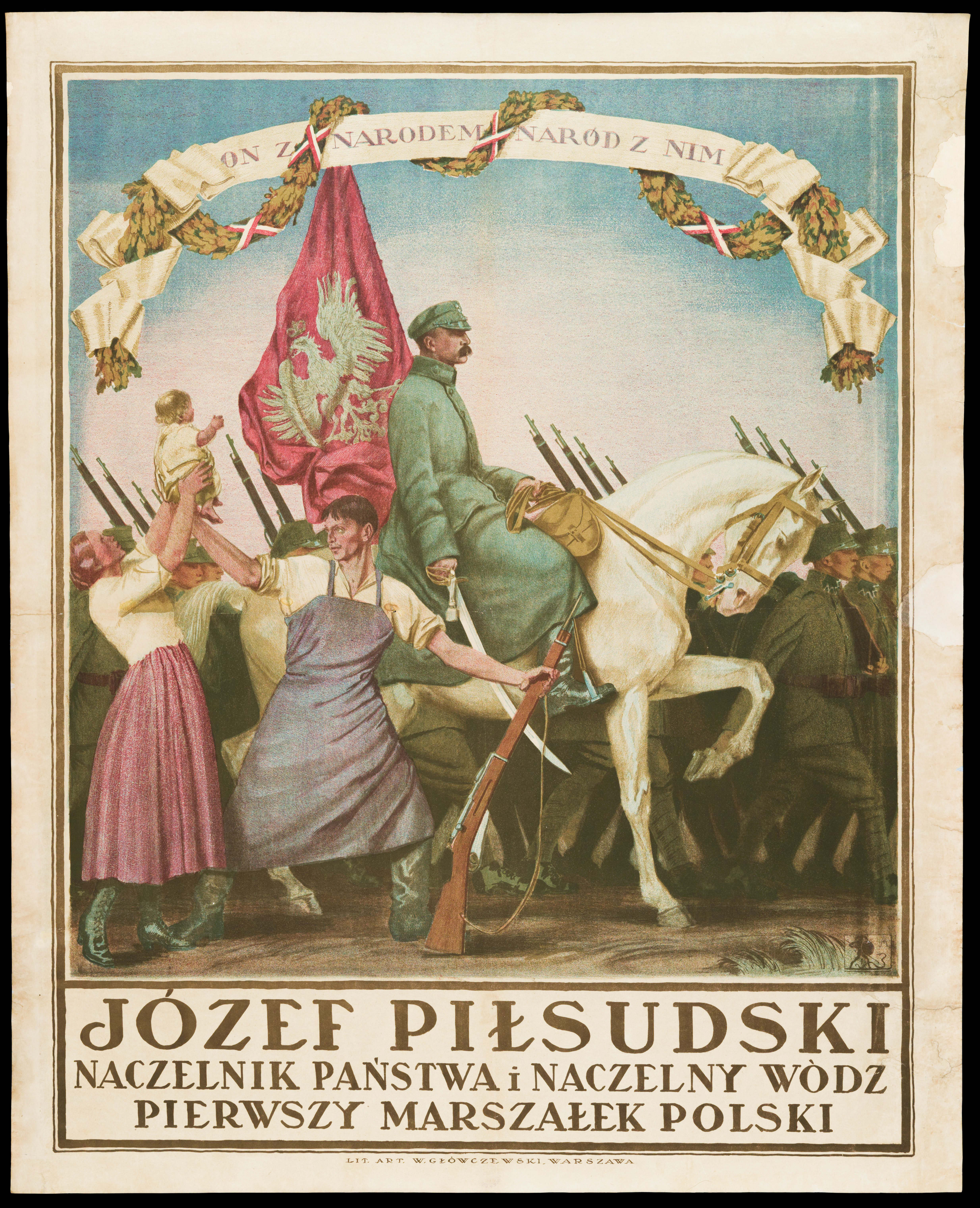
Plakat związany z kultem Piłsudskiego

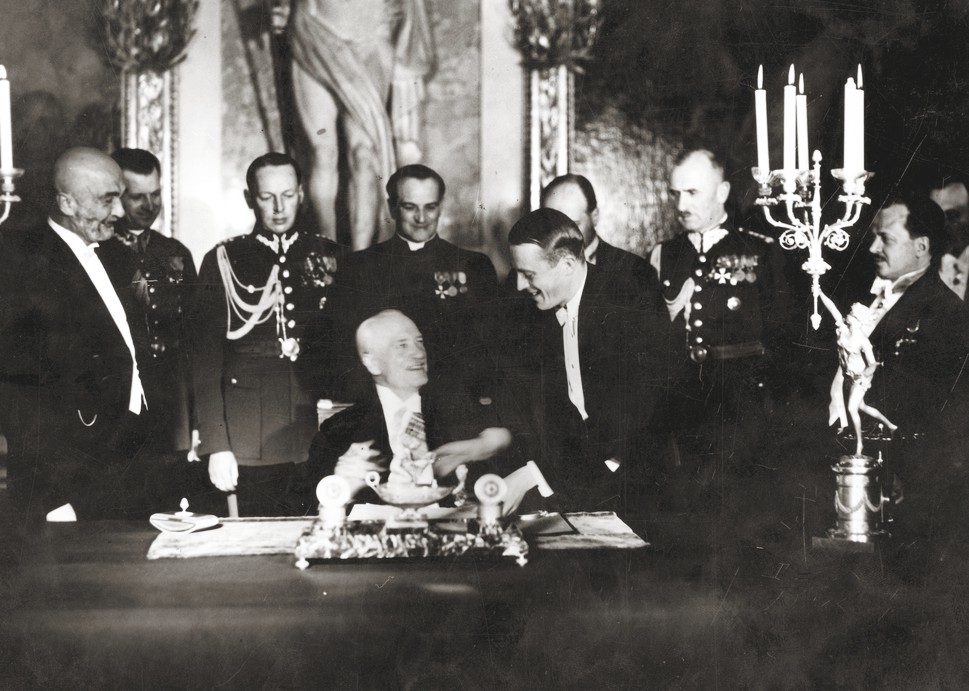
Ceremonia podpisania przez prezydenta Ignacego Mościckiego konstytucji 1935 roku

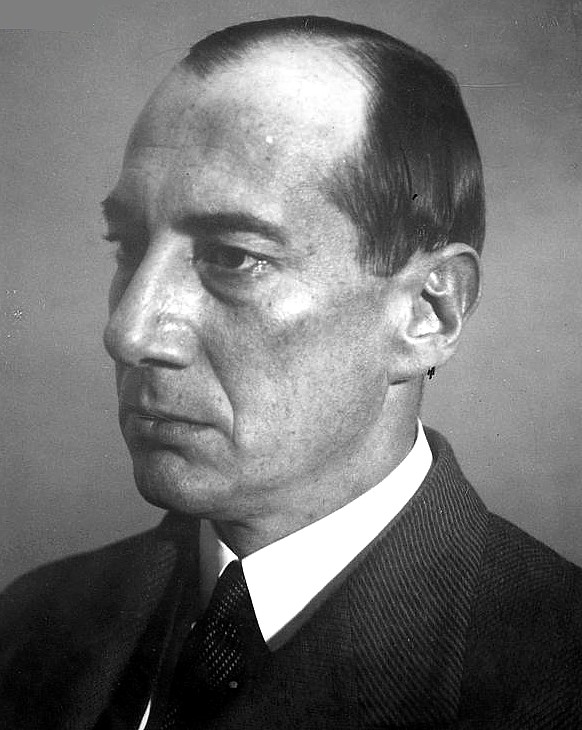
Józef Beck, od 1932 r. wykonawca polityki zagranicznej sanacji

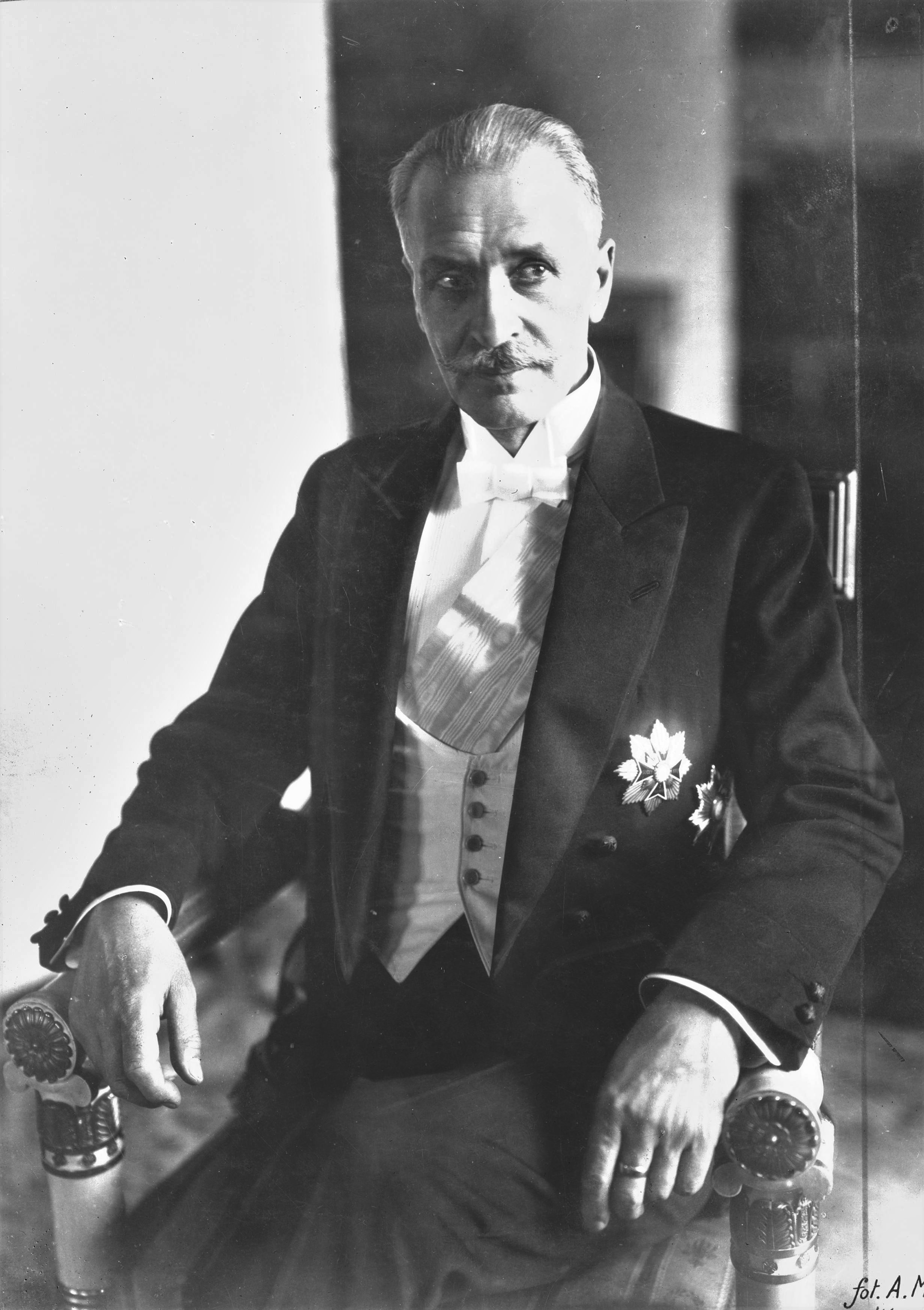
Ignacy Mościcki, z woli Piłsudskiego prezydent RP od 1926 do 1939 r.

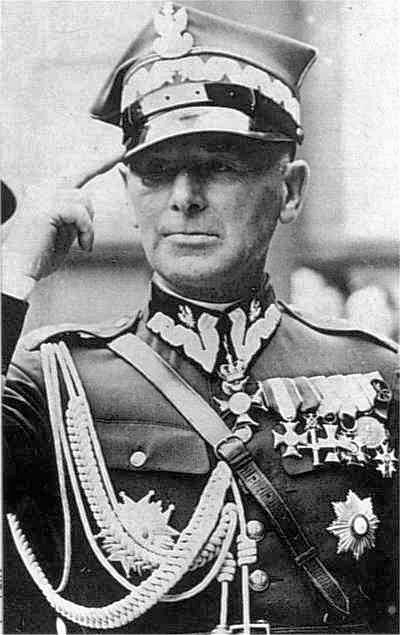
Edward Śmigły-Rydz, następca Piłsudskiego na stanowisku Generalnego Inspektora Sił Zbrojnych

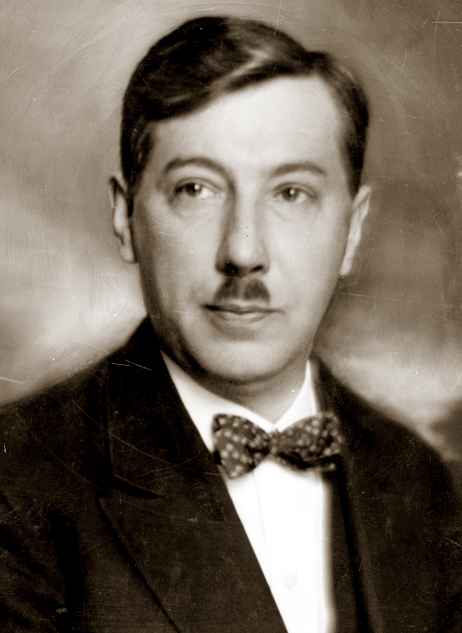
Eugeniusz Kwiatkowski, bliski współpracownik prezydenta I. Mościckiego i twórca polityki gospodarczej późnych lat 30.

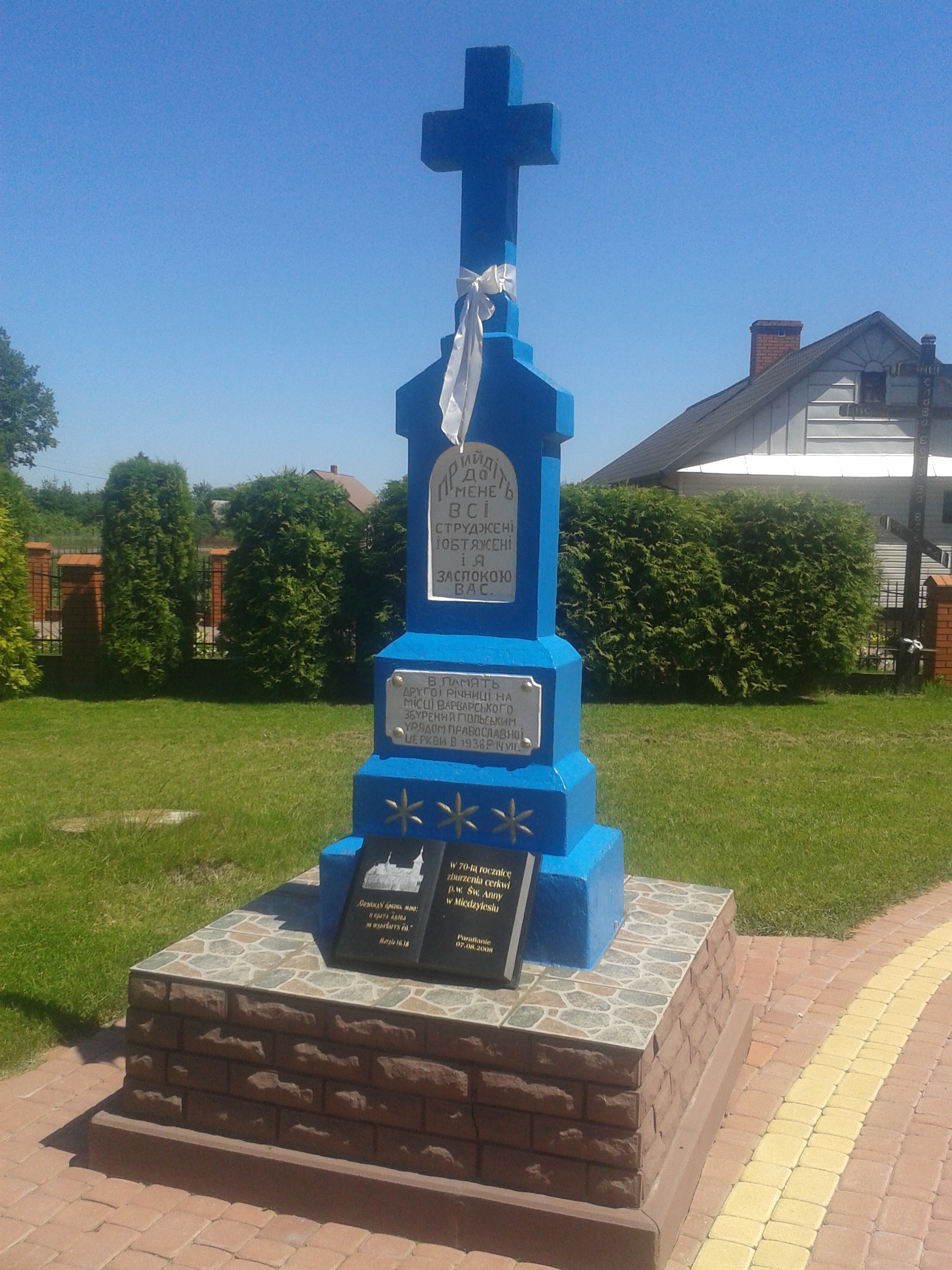
Pomnik zburzonej cerkwi św. Anny w Międzylesiu (pow. bialski)

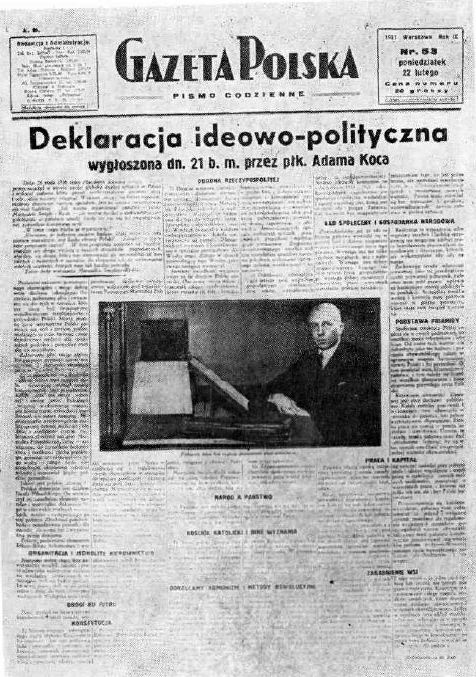
Deklaracja programowa OZN w numerze Gazety Polskiej z 22 lutego 1937 roku

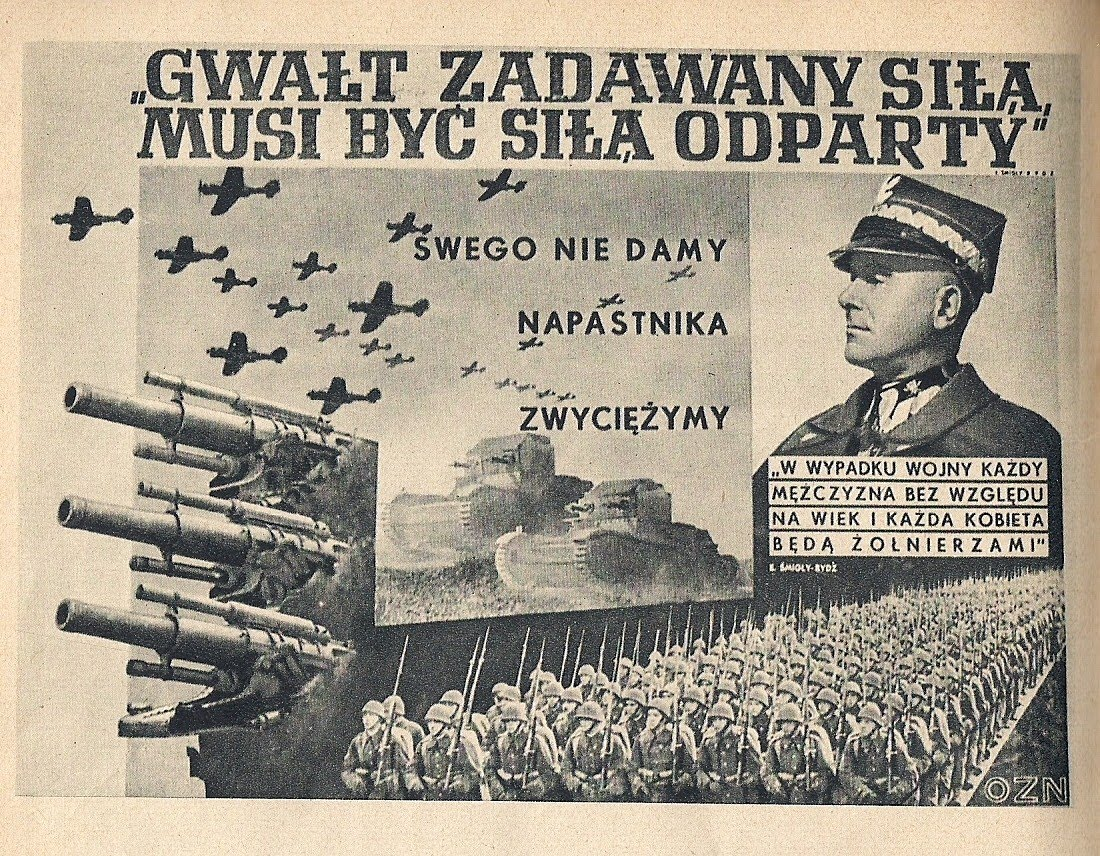
Plakat propagandowy z E. Rydzem-Śmigłym

Sanacja (łac. sanatio, „uzdrowienie”) – potoczna nazwa obozu rządzącego w II Rzeczypospolitej w latach 1926–1939, powstałego i funkcjonującego początkowo pod przewodnictwem Józefa Piłsudskiego (zm. 1935); nazwa powstała w związku z głoszonym przez ten obóz hasłem „sanacji moralnej” życia publicznego (państwa i społeczeństwa), wysuwanym w toku przygotowań i w okresie przewrotu majowego (1926).

## Doktryna
Po raz pierwszy terminu sanacja państwa użył Adam Skwarczyński. Oprócz niego głównym ideologiem obozu piłsudczykowskiego był Walery Sławek, a swój wkład w doktrynę sanacji wnieśli także Czesław Znamierowski, Mieczysław Szawleski, Kazimierz Smogorzewski, Stanisław Car, Wacław Makowski, Kazimierz Władysław Kumaniecki, Adam Piasecki, Teodor Seidler.

### Uzasadnienie elitaryzmu
Podstawą doktryny sanacyjnej było założenie o podziale ludzi na dwie kategorie, większość społeczeństwa i dominującą nad nią mniejszość, która podejmuje w państwie najważniejsze decyzje. Założenie to oparto na tezach Vilfreda Pareta, który widział historię jako ciągły proces powstawania elit obalanych następnie przez większość w celu stworzenia nowej elity. Powodem konfliktów między elitami i społeczeństwem według Pareta było to, że elity zamykały się w sobie i blokowały możliwość awansu zdolnym i ambitnym jednostkom spoza swoich kręgów.
W koncepcji późniejszych twórców sanacji nastąpiła ewolucja od egalitaryzmu do elitaryzmu autorytarnego. W okresie pomiędzy wycofaniem się Piłsudskiego z życia publicznego i przewrotem majowym podkreślano brak wsparcia społeczeństwa dla ówczesnych legionistów w walce o niepodległość i tym większe zasługi tych, którzy mimo tego o niepodległość walczyli. To założenie stało się uzasadnieniem dla uznania, że to byli legioniści, jako osoby najbardziej zasłużone dla stworzenia państwa, są najbardziej odpowiedni do sprawowania w Polsce władzy. W doktrynie sanacyjnej wyuczona przez zaborców bierność społeczeństwa na kwestie niepodległościowe dyskwalifikowała więc jego większość jako przywódców niepodległej Polski.
Tym samym sanacja miała zająć się przebudową społeczeństwa za pomocą zhierarchizowania go, co umożliwić miało włączenie do pracy na rzecz kraju osób chcących podjąć taki wysiłek. Jednocześnie osoby chcące się zaangażować na rzecz państwa powinny zaakceptować kierowniczą rolę w elicie zasłużonych działaczy sanacji. Tak rozumiana elita miała charakteryzować się bezinteresownym zaangażowaniem na rzecz dobra wspólnego, w odróżnieniu od starych elit, które wykorzystywały resztę społeczeństwa do zaspokajania własnych potrzeb.
Zgodnie z tymi założeniami elita wyodrębniana na podstawie indywidualnych zasług zamiast przynależności do grupy społecznej lub partii miała zapewnić dopływ nowych, twórczych jednostek, co miało zabezpieczyć tę elitę przed popadnięciem w marazm. Jednocześnie odrzucono postulowaną w niektórych kręgach piłsudczyków koncepcję uznania przynależności do inteligencji za warunek zaliczenia do elity, choć częściowo wrócono do niej w 1935 roku.
Zdaniem sanacji zasłużoną historycznie awangardą byli piłsudczycy. Sanacja prowadziła rozłożoną w czasie wymianę ludzi na stanowiskach na prowincji, obsadzając na nich byłych legionistów.

### Organizacja społeczna
Adam Skwarczyński definiował postulaty sanacji jako zanegowanie demokracji przy braku zgody na dyktaturę. Wyrazem dążenia do tzw. „uspołecznienia państwa” były projekty utworzenia Powszechnej Organizacji Społeczeństwa (POS), która miała mieć cechy masowej monopartii angażującej całe społeczeństwo. Ideę jej powołania podjęto na przełomie 1935 i 1936 roku. Jej najniższy szczebel miały tworzyć m.in. samorządy terytorialne, stowarzyszenia i samorządy gospodarcze, stowarzyszenia użyteczności publicznej, spółdzielnie, kółka rolnicze, straże pożarne czy związki zawodowe, nad którymi miały znajdować się komórki szczebli powiatowych, wojewódzkich i krajowych. Jednocześnie marginalizacja partii politycznych miała spowodować zastąpienie walki wyborczej opartej na demagogii przez realne zasługi i konkretny program działania danej osoby. Podkreślano jednak, że sanacyjna władza miała mieć posłuch nie w oparciu o przymus administracyjny, a o świadomą wolę społeczeństwa, uzyskaną dzięki wychowaniu młodzieży i dobrowolnej przemianie moralnej obywateli, niemniej projekt budził skojarzenia z organizacją społeczną ZSRR, Niemiec czy Włoch i próbą budowy społeczeństwa totalitarnego.
Główną organizacją polityczną sanacji był Bezpartyjny Blok Współpracy z Rządem (1928–1935), który, mając wszelkie cechy partii politycznej, nie był nią nazywany i określano go jako przeciwieństwo partii. Marginalizując partie polityczne, sanacja tworzyła liczne organizacje młodzieżowe, społeczne, zawodowe i kombatanckie, które realizowały wspólną ideologię państwową, jednak nie służyły wyrażaniu woli obywateli, a jedynie przekazywaniu społeczeństwu woli władz państwowych.
Organizacja społeczna miała w doktrynie sanacyjnej promować uczciwość i pracę na rzecz państwa, a osoby wyróżniające się na tym polu miały przechodzić do administracji terenowej czy parlamentu. Efektem wzrostu aktywności społecznej miało być także zmarginalizowanie niepotrzebnych już partii politycznych. Sanacja planowała uzależnić zakres praw jednostek od zasług dla państwa, a wyróżnikiem elity miały być większe prawa polityczne (wzorowane na przedrozbiorowej instytucji nobilitacji). Realizację tej zasady miała zapewnić porzucona jednak ustawa o Legionie Zasłużonych, zgodnie z którą tylko jego członkowie mieli mieć bierne prawo wyborcze w wyborach do senatu, a senat właśnie miał przyznawać członkostwo w Legionie. Ostatecznie ideę tę odrzucił Piłsudski jako grożącą niepotrzebnymi konfliktami.
Za włączanie do elity odpowiadać mieli jej wcześniejsi członkowie zgodnie z zasadą, że osoby najbardziej wartościowe w państwie miały wybierać najlepsze osoby z niższych stopni organizacji społecznej. Równocześnie, pomimo programu tworzenia faktycznej i prawnej elity władzy, doktryna sanacji na gruncie społecznym opowiadała się za egalitaryzmem.
Władza w budowanym ustroju jako naczelną wartość stawiała jednolicie rządzone przez prezydenta państwo, w związku z czym zobowiązywała obywateli do udziału w realizacji wspólnych celów i sankcjonowała kierowniczą rolę elity sanacyjnej w społeczeństwie. Efektem tego prawa obywatelskie były marginalizowane, a akcentowane były obowiązki obywatela wobec państwa. Jednocześnie tak pojmowana relacja państwa i obywatela nie miała prowadzić do totalitaryzmu, gdyż ten, zgodnie z sanacyjną doktryną, podobnie jak demokracja, miał prowadzić do zaniku odpowiedzialności obywateli za państwo. Dążenia te częściowo znalazły wyraz w konstytucji kwietniowej z 1935 roku, której zasadnicze założenia opracowywane były od 1928 r. i której projekt zaakceptował Piłsudski podczas narady z rządem. Duży wkład w opracowanie nowej konstytucji miał Walery Sławek, który doprowadził do zawarcia w niej zasady elitaryzmu jako podstawy ustroju.
Wartością nadrzędną w ideologii sanacji było scentralizowane i silne państwo, jednak jego ustrój był kwestią drugorzędną, stanowiącą konsekwencję bieżącej sytuacji. Sanacja głosiła konieczność silnych rządów wobec kryzysu demokracji, która nie sprawdziła się zdaniem jej działaczy w warunkach polskich, i postulowała „odpartyjnienie” sceny politycznej poprzez osłabienie partii (politycy piłsudczykowscy tworzyli w nich grupy rozłamowe, np. PPS-dawna Frakcja Rewolucyjna, grupy Jakuba Bojki i Jana Stapińskiego, NPR – Lewica i in.), gdyż kluczem podziału nie miały być poglądy, lecz postawy i zasługi w czynie niepodległościowym.

## Rządy

### Działacze
W efekcie przyjętej doktryny, obóz sanacji składał się ze zróżnicowanych środowisk, jednak głównymi działaczami byli dawni żołnierze dowodzonej przez Piłsudskiego I Brygady Legionów i członkowie Polskiej Organizacji Wojskowej (POW), którzy tworzyli także podstawy nowej elity rządzącej. Ponadto Piłsudskiego poparła część działaczy chłopskich i socjalistów z Polskiej Partii Socjalistycznej (PPS) i PSL „Wyzwolenie”, niektórzy członkowie ugrupowań inteligenckich jak Partia Pracy, Związek Naprawy Rzeczypospolitej, działacze społeczni, a nawet konserwatyści ze Stronnictwa Prawicy Narodowej i reprezentanci środowisk przemysłu i handlu. Po zamachu majowym byli legioniści i peowiacy zaczęli przechodzić z armii na stanowiska cywilne, a ok. 1928 r. zdominowali obóz rządowy. Do najważniejszych działaczy tej grupy i najbliższych współpracowników Piłsudskiego należeli Walery Sławek i Aleksander Prystor, ale także Józef Beck, Ignacy Matuszewski, Bogusław Miedziński, Bronisław Pieracki, Kazimierz Świtalski czy pozostający nadal w wojsku Adam Koc, Kazimierz Stamirowski i Ignacy Boerner. Wysoką pozycję zdobyli także cywile Stanisław Car, Tadeusz Hołówko, Janusz Jędrzejewicz i Eugeniusz Kwiatkowski. To grono obsadzało najważniejsze stanowiska wśród parlamentarzystów, urzędników państwowych i ministrów.

### Przewrót majowy
Zamach stanu Piłsudskiego spotkał się z poparciem ugrupowań lewicowych, a nawet komunistów, jako że wszystkie te partie uważały, że rządy koalicji centrowo-prawicowej grożą postępującą faszyzacją kraju. Zamach był także oczekiwany przez dużą część społeczeństwa, pragnącą stabilizacji sytuacji politycznej. Partie lewicy oczekiwały, że wywodzący się z PPS Piłsudski przeprowadzi w kraju reformy zgodne z ich postulatami (zmiana polityki narodowościowej, reforma oświaty, parcelacja majątków ziemiańskich, kontrola państwa nad przemysłem). Krótko po przewrocie aspiracje takie wyrażali także niektórzy piłsudczycy związani dawniej z Legionami Polskimi, jednak sam Piłsudski ogłosił, iż nie planuje wprowadzać znaczących zmian w kwestiach społecznych, gdyż głównym celem jego wystąpienia było pokonanie „sejmokracji” i „partyjniactwa” i przekazanie władzy w ręce ludzi uczciwych pod hasłem odnowy moralnej, mocno podkreślając swoją bezpartyjność i niezależność i unikając skojarzeń z jakąkolwiek partią.

### Organizacja ośrodka władzy
Sanacja wprowadziła rządy umiarkowanie autorytarne, lekceważące krytykę opozycji i społeczeństwa, niepoddające się kontroli demokratycznej, dopuszczające się łamania demokratycznych praw obywatelskich i przepisów prawa konstytucyjnego. Sanacja od początku przekształcała administrację państwową i samorządową w swoje zaplecze, obsadzając stanowiska w niej swoimi działaczami. Już w sierpniu 1926 r. zwiększono uprawnienia władzy wykonawczej, w efekcie czego istnienie rządu stało się niezależne od woli i zdania parlamentu. Równocześnie wydano dekret o organizacji władz wojskowych, który utworzył funkcję Generalnego Inspektora Sił Zbrojnych, wyłączając armię spod kontroli cywilnej.
Piłsudski w stworzonym przez siebie ustroju, zajmując różne stanowiska (ministra spraw wojskowych, premiera, generalnego inspektora sił zbrojnych), sprawował władzę dyktatorską, decydując o sprawach wojskowości i polityce zagranicznej, natomiast w sprawie kształtu ustroju państwa, programu sanacji i polityki wobec opozycji wpływ na jego decyzje miało grono zaufanych współpracowników. Taki podział zadań wynikał z przekonania Piłsudskiego, że sprawy armii i polityki zagranicznej powinny być bezwzględnie wyłączone z bieżącej polityki i wpływów partii. Nawet w okresie formalnego sprawowania urzędu premiera (dwukrotnego) Piłsudski nie był mocno zaangażowany w sprawy administracyjne. W stworzonych przez siebie realiach mieszanki autorytarnej władzy i elementów demokracji Piłsudski sprawował władzę nie ponosząc przy tym żadnej formalnej odpowiedzialności, przy czym biorąc pod uwagę brak ograniczeń swojej władzy, Piłsudski nie wykorzystywał jej w pełni.
Jednocześnie rola rządu została sprowadzona do bieżącego administrowania państwem i kwestiami gospodarczymi. Aż do śmierci Piłsudskiego armia, pozostając gwarantem utrzymania władzy przez sanację, nie wpływała bezpośrednio na politykę państwa. W ideologii sanacji to państwo stawało się suwerenem, a autorytaryzm środkiem do sprawnego zarządzania państwem, władze nie zamierzały natomiast narzucać obywatelom warstwy ideologicznej i światopoglądowej, a nauczyć respektu dla instytucji państwa.
W latach 1926–1935 szczególną pozycję w obozie rządzącym zajęły ugrupowania konserwatywne. Konserwatyści objęli teki ministerialne oraz mogli bezpośrednio ingerować w prace naczelnych organów państwa.

### Pierwsze dwa lata
Wbrew oczekiwaniom wielu piłsudczyków, wynikającym z krytycznego stanowiska wobec parlamentaryzmu i demokracji, sanacja nie rozwiązała parlamentu po przejęciu władzy, a zadowoliła się legalizacją swojego zamachu stanu przez Sejm, który wybrał Piłsudskiego na prezydenta, choć ten wyboru nie przyjął. Przez cały okres rządów sanacji urząd prezydenta pełnił Ignacy Mościcki, jednak aż do śmierci Piłsudskiego jego rola była głównie ceremonialna. Jednocześnie aż do 1930 r. parlament był głównym obiektem ataku rządowej propagandy. Od czasu przejęcia władzy przez sanację kontrola parlamentarna ulegała jednak osłabieniu, gdyż dotychczasowy system prawny i wywodzące się z niego instytucje stawały się coraz bardziej fasadowe, w miarę jak ich znaczenie spadało na skutek dostosowywania sposobu działania państwa do ideologii sanacji i bieżącej sytuacji. Podjęta została natomiast seria działań mających na celu ośmieszenie parlamentu.
Sanacja nie miała jeszcze wówczas opracowanego projektu nowej konstytucji, co więcej nie było możliwości jej przeprowadzenia w parlamencie, w związku z czym zdecydowano o marginalizacji Sejmu metodą faktów dokonanych. Sanacja skupiła się także na osłabianiu opozycyjnych partii i pozyskaniu poparcia różnorodnych środowisk, w tym przemysłowych i konserwatywnych, gdyż przed zamachem jej sympatycy w przeważającej części byli rozproszeni i większe grupy tworzyli jedynie w armii i organizacjach kombatanckich.

### Wybory w 1928 roku i BBWR w Sejmie
Z powodu utrzymania parlamentaryzmu, z inicjatywy grupy pułkowników doszło w 1927 r. do powołania Bezpartyjnego Bloku Współpracy z Rządem (BBWR) Józefa Piłsudskiego, który miał dążyć do uzyskania większości sejmowej. BBWR skupił kandydatów o zróżnicowanych poglądach, dlatego nie podjęto próby sformułowania programu wyborczego innego niż poparcie dla sanacji i Piłsudskiego, krytyka konstytucji i funkcjonowania parlamentaryzmu, a tym samym poparcie dla silnej władzy prezydenckiej. Wspólne dla działaczy obozu władzy było też uznanie dominującej roli państwa w organizacji życia społecznego. Mimo zachowania dotychczasowej konstytucji, braku delegalizacji opozycji i utrzymania działania przez wolną prasę, sytuacja kraju spoczywającego w ręku wojskowych miała charakter stanu wyjątkowego.
W trakcie wyborów w 1928 r. w sposób legalny i nielegalny osłabiano opozycyjne partie polityczne. Wybory wykazały dużą popularność dotychczasowych partii politycznych, wszystkie utrzymały się w Sejmie, choć wzmocniła się lewica, a partie prawicy i centrum osłabły. Duże poparcie dla partii wzmocniło ich pozycję i zmieniło nastawienie względem sanacji na bardziej asertywne. Sanacyjni kandydaci uzyskali ok. 25% głosów pomimo dużej mobilizacji administracji państwowej na rzecz obozu rządowego, co przełożyło się na 120 mandatów. Wynik uznano jednak za duże osiągnięcie, spodziewano się 60–80, w związku z czym zdecydowano się na jedność klubową posłów, a nie podział na kilka frakcji. Pomimo braku większości w Sejmie, sanacja nie zdecydowała się na koalicję z żadną z partii, w tym z socjalistami, którzy wraz z lewicowym PSL Wyzwolenie zdobyli w sumie 30% głosów.
Tym samym sanacja zaczęła tworzenie własnej organizacji politycznej, przy czym Piłsudski chciał mieć do dyspozycji grupę zdyscyplinowanych posłów, a Sławek organizację społeczną nowego typu. Organizacją polityczną został BBWR. Nie był on nazywany partią polityczną, mając jednak jej wszelkie cechy, w tym małą aktywność, skupiającą się głównie w okresie wyborczym, a jego struktury na prowincji były często fikcyjne i opierały się na działalności lokalnych władz administracyjnych. Piłsudski krytykował też BBWR za małe zaangażowanie w walkę z opozycją, stając się w tej kadencji wyjątkowo aktywny i zaangażowany w bieżącą walkę polityczną. Stopniowo pozwalał też pułkownikom na większą samodzielność.
Pomimo dobrego wyniku, sanacja nie uzyskała większości w Sejmie, wobec czego Piłsudski zdecydował się na atak na partie w bardziej zdecydowany sposób. W początkowych latach sanacja zwalczała Sejm, atakując jego suwerenność i manipulując przepisami i regulaminem jego pracy w celu sparaliżowania kontroli parlamentarnej nad rządem, m.in. już w trakcie inauguracji nowej kadencji doszło do wprowadzenia do sali obrad policji i aresztowania siedmiu posłów za antyrządowe okrzyki. Strategią rządu było marginalizowanie parlamentu, w którym niemożliwe było zawiązanie żadnej koalicji przeciw sanacji, a także zamykanie czy odraczanie sesji sejmowych, stosowanie rozporządzeń z mocą ustawy czy ponowne powoływanie na stanowiska ministrów odwołanych przez Sejm.
W tym okresie Sejm sprowadzono do instytucji uchwalającej budżet, który był potem przez rząd i tak realizowany nie w wersji uchwalonej przez parlament, ale w tej opracowanej przez rząd i skierowanej do Sejmu. Jednym z epizodów tego konfliktu była sprawa ministra skarbu Gabriela Czechowicza, który na polecenie Piłsudskiego, ale bez zgody Sejmu przekroczył budżet, za co został wezwany przed Trybunał Stanu.
Od lata 1929 r. przywódcy sanacji zaczęli podnosić konieczność zmiany konstytucji.

### Wybory brzeskie i represje wobec opozycji
Walcząc z Sejmem, Piłsudski odłożył jednak konfrontację, chcąc ją dobrze przygotować, o czym na szczytach władzy dyskutowano w 1929 r. kilkukrotnie. Jednocześnie w tym samym roku doszło do konsolidacji opozycji pod szyldem Centrolewu i problemów z ukraińskimi ekstremistami. W 1930 r. Piłsudski poufnie zlecił Ministerstwu Spraw Wewnętrznych (MSW) przeprowadzenie wyborów w ciągu zaledwie trzech miesięcy. Było to związane z wielkim kryzysem gospodarczym trwającym od jesieni 1929 r., który spowodował załamanie polskiej gospodarki i wzrost bezrobocia. Sanacja zdecydowała wtedy o zaostrzeniu kursu wobec opozycji, by uniemożliwić jej przejęcie władzy. Do wyborów parła wówczas także opozycja, uważająca że rozwijający się kryzys sprzyja nastrojom antyrządowym. Zwołany przez opozycję 29 czerwca Kongres Obrony Prawa i Wolności Ludu zapowiedział walkę przeciw dyktaturze sanacji, wezwał prezydenta Mościckiego do ustąpienia (sugerując możliwość jego obalenia) i zapowiedział obronę przed terrorem państwowym z użyciem siły, wzywając jednocześnie ludność do odmowy płacenia podatków, a inne kraje do odmowy udzielania pożyczek sanacyjnemu rządowi.
W odpowiedzi obóz władzy posunął się do aresztowania liderów opozycji pod pretekstem przygotowywania zamachu stanu. 30 sierpnia rozwiązano Sejm, a centrolew rozpoczął kampanię masowych demonstracji w wielkich miastach, co zaczęło grozić rozruchami. W odpowiedzi, w nocy z 9 na 10 września, aresztowano 12 polityków opozycji (poddanych torturom), a w następnych tygodniach ok. 5 tys. osób, w tym 84 byłych posłów i senatorów. Chociaż większość aresztowanych szybko zwolniono, zdarzenia brzeskie były szokiem dla opinii publicznej, bowiem część z opozycjonistów została postawiona przed sądem w tzw. procesie brzeskim i skazana na kary od 1,5 do 3 lat więzienia, w zamian za które zaoferowano im możliwość emigracji. Pomimo znacznego poparcia dla programu odnowy moralnej, wydarzenia brzeskie spotkały się z niezadowoleniem dużej części społeczeństwa. W trakcie wyborów piłsudczycy stosowali unieważnianie list opozycyjnych, naciski, pobicia działaczy antyrządowych, fałszerstwa w liczeniu głosów, dzięki czemu zdobyli sobie 46,8% głosów i większość w parlamencie, a tym samym uniemożliwili podważanie swojej władzy.
Pomimo tych działań opozycja nadal zasiadała w parlamencie i w samorządach, partie polityczne i ich przybudówki funkcjonowały legalnie, organizując wiece, strajki i demonstracje oraz wydając własną prasę, chociaż działanie opozycji utrudniano, represje były sporadyczne. Jedynymi ugrupowaniami, które zostały zdelegalizowane, były Obóz Wielkiej Polski (OWP, 1933 r.) oraz Obóz Narodowo-Radykalny (ONR, 1934 r.) i organizacje komunistyczne (m.in. Komunistyczna Partia Polski). Sanacja represjonowała także obywateli krytycznych wobec władzy, m.in. uniemożliwiając awanse w podmiotach zależnych od państwa, czy represjonując sędziów (za pomocą przenoszenia między sądami, przenoszenia w stan spoczynku, usuwania prezesów i wiceprezesów sądów), a w szczególnych przypadkach zsyłając przeciwników do Obozu Odosobnienia w Berezie Kartuskiej, którego założenie zaakceptował Piłsudski w trakcie narady z rządem. Za rządów sanacji tłumiono także debatę publiczną poprzez cenzurę. Obóz założono m.in. do przetrzymywania w nim powiązanych z terroryzmem ekstremistów z mniejszości narodowych, którzy często posiadali wsparcie z wrogich państw (Niemiec, ZSRR, Austrii, Czechosłowacji czy Litwy). Więźniowie Berezy często byli osadzani w niej na podstawie decyzji administracyjnej, bez prawa do sądu.
W swojej ideologii sanacja zwalczała komunizm, jednak po dojściu do władzy rządy sanacyjne dążyły do wyciszenia konfliktów ze wschodnim sąsiadem i stabilizacji granicy – podobnie jak w stosunkach z Niemcami. Wynikało to z założenia, że sanacyjne państwo powinno być stabilne wewnętrznie i międzynarodowo. Związana z tym była polityka równowagi wobec obu sąsiadów i nieprowokowanie żadnego z nich zbytnim zbliżeniem do drugiego z sąsiadów. Jednocześnie sanacja nie dążyła do integracji kulturowej i obywatelskiej ludności kresowej pochodzącej z mniejszości ukraińskiej i białoruskiej, wyjątkiem były ograniczone inicjatywy wojewody wołyńskiego Henryka Józewskiego, jednak najczęściej odpowiedzią na działalność ukraińskich grup, które dzięki wsparciu zagranicznemu kierowały się w stronę terroryzmu, były policyjno-wojskowe akcje pacyfikacyjne na wsiach czy zamykanie szkół lub innych instytucji ukraińskich.

### Rządy większościowe i projekt nowej konstytucji
Uzyskanie przez sanację większości sejmowej umożliwiło realizację dalszego programu zmian (o zgromadzeniach, stowarzyszeniach, samorządzie terytorialnym, ustroju szkolnictwa), przy marginalizacji opozycji i bez konsultacji z innymi środowiskami. Ich celem było zwiększenie kontroli państwa nad różnymi dziedzinami życia publicznego, podobnie jak zwiększenie wpływów w innych obszarach aktywności społecznej, m.in. poprzez utworzenie w 1931 r. Związku Związków Zawodowych czy Legionu Młodych i Związku Harcerstwa Polskiego.
W tym okresie Piłsudski zaczął również usuwać się na bok ze względu na pogarszający się stan jego zdrowia i przekazywać większość władzy w ręce pułkowników, co zaczęło się w 1931 roku, a sam skupił się na polityce zagranicznej, choć po 1932 r. Józef Beck przejął od niego większość codziennych obowiązków w tej dziedzinie. Pomimo pogarszającego się zdrowia pozostał dla swoich współpracowników ostatecznym arbitrem i osobą decydującą o przynależności poszczególnych osób do elity władzy. Najwyższą pozycję zdobyli wówczas Kazimierz Świtalski, Aleksander Prystor i Walery Sławek, natomiast marginalizowany zaczął być jeden z dotychczas najważniejszych współpracowników i pięciokrotny premier Kazimierz Bartel. Działacze ci różnili się poglądami, co w późniejszym okresie doprowadziło między nimi do sporów. Równocześnie zmarginalizowani zostali inni działacze obozu władzy, często o odmiennych poglądach od faworytów Piłsudskiego, zaś w 1933 r. również Prystor został odsunięty na boczny tor.
Jednocześnie w celu konkretyzacji ideologii sanacji w 1932 r. pułkownicy zdecydowali o opracowaniu nowej konstytucji opartej na zasadach solidaryzmu społecznego, elitaryzmu, dominacji państwa w życiu społecznym oraz silnej władzy prezydenta. Zasada elitaryzmu miała uzależniać zakres praw jednostek od zasług dla państwa. Projekt przesłany został do sejmu w grudniu 1933 r. i został przyjęty pod nieobecność opozycji, jednak po krytyce Piłsudskiego usunięto z niego przepisy o Legionie Zasłużonych, a ostateczny jej tekst Piłsudski podpisał 4 kwietnia 1935 roku. Konstytucja była wyrazem ogólnoeuropejskich tendencji do osłabienia lub zniesienia instytucji republikańskich, parlamentaryzmu oraz praw i swobód obywatelskich. Konstytucja zerwała z zasadą trójpodziału władzy, gdyż prezydent miał posiadać niepodzielną władzę, a Sejm został mu podporządkowany, choć zachowano jego rolę kontrolną wobec rządu. Jednocześnie prezydent miał prawo samodzielnie wydawać akty prawne bez konsultacji z rządem. Prawa obywatelskie ograniczono, jednak nie w stopniu znanym z państw totalitarnych tamtego okresu, różnicując obywateli pod względem praw. Jednocześnie zapisy dotyczące prawa własności, mniejszości narodowych, wolności wyznania i szkolnictwa pozostały bez zmian w stosunku do poprzedniej konstytucji.

### Zagadnienia gospodarcze i społeczne
Uzyskanie najwyższej pozycji przez środowisko legionowe spowodowało marginalizację innych grup sanacyjnych, które usilnie domagały się realizacji swoich postulatów, szczególnie w dziedzinie gospodarczej. Gospodarczo obóz władzy był jednak niejednolity i nie umiał wypracować spójnego stanowiska, a bezradność następujących po sobie rządów wobec światowego kryzysu gospodarczego doprowadziła do konfliktu zwolenników i przeciwników interwencjonizmu państwowego, wywołując polaryzację obozu władzy. Od 1932 r. polska gospodarka zaczęła wychodzić z kryzysu dzięki zastosowaniu interwencjonizmu, w ramach którego oddłużono rolników, umorzono zaległe podatki i zorganizowano roboty publiczne. Po śmierci Piłsudskiego do głosu doszły w obozie sanacji siły realizujące politykę znacznej ingerencji państwa w gospodarkę, powstał wtedy u zbiegu Wisły i Sanu Centralny Okręg Przemysłowy (COP), którego produkcja nie mogła jednak pozwolić Polsce na zwycięstwo w wyścigu zbrojeń z Niemcami i ZSRR, których gospodarki od dłuższego czasu pracowały intensywnie nad rozwojem zdolności militarnych.
Jednocześnie od czasu kryzysu gospodarczego polska gospodarka popadła w marazm i rozwijała się bardzo wolno, o czym świadczy zmiana dynamiki wzrostu dochodu na głowę mieszkańca. O ile w latach 20. wyniosła ona 312%, o tyle w latach 30. było to 3%. W 1939 r. był on o 15% niższy niż w 1913 roku. W większości za niskie tempo wzrostu gospodarczego odpowiadały państwowe monopole, które miały skłonność do maksymalizacji własnych zysków kosztem cen zbyt wysokich w stosunku do możliwości nabywczych konsumentów. Monopole działały m.in. w branży spirytusowej, tytoniowej, zapałczanej, solnej oraz telekomunikacyjnej i odpowiadały za 1/3 wpływów budżetu (najwięcej w Europie), co sprzyjało przemytowi i nielegalnej produkcji, a w przypadku telekomunikacji jej wyjątkowo wolnym rozwojem. Rząd sanacji popierał także tworzenie karteli: węglowego, naftowego, drożdżowego, cukierniczego, wieprzowego i bawełnianego, które w założeniu miały poprawić tym branżom pozycję eksportową. W celu powstania karteli władze dyskryminowały przedsiębiorców odmawiających przystąpienia do porozumień kartelowych. W praktyce polski przemysł był w Europie niekonkurencyjny, a polski eksport obejmował głównie półprodukty i był w 1938 r. najniższy w całej Europie w przeliczeniu na mieszkańca. Rządy sanacyjne wprowadzały także wysokie podatki akcyzowe na cukier, piwo, napoje winne, oleje mineralne, drożdże, kwas octowy i energię elektryczną, co podnosiło ceny tych dóbr, powodowało spadek popytu, a w konsekwencji spadek lub stagnację podaży. Jednocześnie część produktów objętych akcyzą było sprzedawane na eksport po cenach dumpingowych. Skutkiem polityki gospodarczej sanacji polskie społeczeństwo należało do najuboższych w Europie, a to powodowało wysoką emigrację zarobkową.
Mimo wszystko sanacja zapewniła Polsce stabilizację i ciągłość władzy, co umożliwiło realizację programu unifikacji i modernizacji kraju. Państwo doby sanacji stworzyło także spójny system oświatowo-wychowawczy powiązany z kultem Piłsudskiego. Rządy sanacyjne, jako zainteresowane stworzeniem nowego społeczeństwa, prowadziły także intensywne działania związane z polityką historyczną, co miało na celu wzmacnianie poczucia wspólnoty narodowej. Do tych działań należało organizowanie uroczystości rocznicowych oraz publikowanie w rządowej prasie artykułów poświęconych historii oraz jej upamiętnieniu.

### Walka o sukcesję po Piłsudskim i marginalizacja Sławka
W miarę jak Piłsudski zaczął wycofywać się z bieżących spraw państwowych, w obozie rządowym pojawiły się tarcia wynikające z małego tempa przemian ustrojowych, upodobnienia BBWR do partii politycznej i przyjmowania do niego koniunkturalistów, skrętu w stronę prawicy, afer gospodarczych (np. afera żyrardowska). Przeciągające się problemy gospodarcze i odkrywane przypadki korupcji wśród ścisłej elity władzy spowodowały spadek zaufania szeregowych działaczy wywodzących się z dawnych Legionów wobec kierownictwa sanacji. Problemy nie ominęły armii, gdyż Piłsudski wyrażał się niepochlebnie o umiejętnościach części generałów, a niektórzy dowódcy zarzucali Piłsudskiemu zaniedbania w dziedzinie obronności.
Ponieważ Piłsudski nie rozstrzygnął jednoznacznie kwestii następstwa po sobie, od jego śmierci w 1935 roku w obozie sanacji wyraźnie rysowały się różnice, które doprowadziły do walki o władzę. Za kontynuacją koncepcji uspołecznionego państwa, dążącego do zapewnienia życiu społecznemu swobodnego rozwoju i powszechnego dobra społeczeństwu, a także przestrzegania nowej konstytucji, opowiadał się Walery Sławek i jego ugrupowanie „pułkowników”. Sławek uważał też, że działalność BBWR zakończyła się porażką, gdyż przyjął on wszystkie najgorsze cechy partii politycznych, skutkiem czego rozwiązał BBWR w październiku 1935 r. i zaczął próby powołania POS. Sławek uznał też, że nikt nie może zastąpić Piłsudskiego ze względu na autorytet zmarłego, w związku z czym regulatorem życia państwa i władzy powinna być nowa konstytucja, która dawała najwyższą pozycję prezydentowi. Równocześnie prezydenta Mościckiego nie traktowano poważnie i liczono, że ustąpi z funkcji na rzecz Sławka, którego Piłsudski widział jako prezydenta, choć sam Sławek uważając, że zmiana na urzędzie prezydenta powinna nastąpić dopiero po wyborach parlamentarnych, zajął się ich organizacją.
Przed wyborami uchwalono również nową ordynację, gdyż mimo maksymalnego zredukowania znaczenia Sejmu i ustawienia go w pozycji podrzędnej wobec prezydenta, sanacja obawiała się, że zdominowanie parlamentu przez opozycję może spowodować, że taki Sejm będzie przeciwko polityce sanacji oficjalnie protestować. Podstawowym zabezpieczeniem był sposób wyłaniania osób zasiadających w komisjach wyborczych i liczących głosy, które w 100% były powoływane przez administrację państwową i od tej administracji były zależne. Co więcej przewidziano jedynie możliwość utworzenia jednej listy kandydatów, którą ustalało zgromadzenie okręgowe, złożone z okręgowego komisarza wyborczego, przedstawicieli władz powiatowych, gminnych i miejskich z okręgu oraz delegatów Izb Rolniczych, Izb Przemysłowo-Handlowych, Izb Rzemieślniczych i związków zawodowych oraz osoby zgłoszone przez co najmniej 500 wyborców (poparcie musiało być poświadczone notarialnie). Na liście umieszczano czterech kandydatów, którzy na posiedzeniu zgromadzenia uzyskali największą liczbę głosów. Tak skonstruowaną listę otrzymywali wyborcy w lokalach wyborczych i spośród kandydatów wybierali po dwóch posłów z każdego okręgu. Czynne prawo wyborcze posiadali ludzie, którzy ukończyli 24 lata, w związku z czym opozycja szacowała liczbę pozbawionych w ten sposób prawa głosu na 10% dotychczasowego elektoratu. Mocno ograniczono także immunitet poselski.
Wybory przeprowadzone we wrześniu 1935 r. okazały się porażką obozu sanacyjnego, gdyż opozycja przekonała społeczeństwo do bojkotu wyborów z powodu nowej ordynacji wyborczej. W efekcie frekwencja spadła poniżej 50%. Po zmianie ordynacji Sejm liczył 208 posłów, zamiast 444. Zgodnie z doktryną sanacji, partie polityczne zostały wyeliminowane z parlamentu, wobec czego zamiast klubów parlamentarnych istniały grupy regionalne skupiające parlamentarzystów z danych województw. Wyjątkiem od tej zasady byli posłowie wywodzący się z mniejszości narodowych, którzy utworzyli własne koła. Pomimo braku istnienia frakcji, nieoficjalnie istniały trzy – Obóz Zjednoczenia Narodowego (OZN), NPR i Walerego Sławka.
Porażka Sławka sprawiła, że prezydent Mościcki, powołując się na respektowanie konstytucji, zaczął tworzyć wokół siebie grupę bliskich sobie działaczy, w której dużą rolę miał Eugeniusz Kwiatkowski. Mościcki po wyborach odmówił podania się do dymisji i zdymisjonował Sławka z funkcji premiera, zarzucając mu wprost niekorzystne wyniki wyborów i zaniedbywanie przez rząd problemów społeczno-gospodarczych. Kilka dni później Sławek został poddany na naradzie ostrej krytyce ze strony Prystora i Świtalskiego, ten jednak ignorując zmieniające się otoczenie realizował swój program, m.in. likwidując BBWR, który w nowej sytuacji konstytucyjnej miał być niepotrzebny. Działania Sławka doprowadziły do rozpadu stronnictwa pułkowników już jesienią 1935 r., gdyż wielu działaczy nie umiało zrozumieć przyczyny likwidacji stronnictwa władzy i przestało uważać go za przywódcę obozu. Likwidacja BBWR spowodowała rozkład struktur władzy w Sejmie i brak koordynacji działań posłów. Słabość Sławka Mościcki wykorzystał do powołania posłusznego sobie rządu Mariana Zyndrama-Kościałkowskiego.
Parlament funkcjonujący na podstawie nowych przepisów zbierał się rzadko, a jego obrady nie cieszyły się zainteresowaniem ze względu na brak w nim opozycji wobec władzy.

### Umocnienie Rydza-Śmigłego
Przedstawiony w końcu 1935 r. projekt Powszechnej Organizacji Społeczeństwa, która miała zastąpić BBWR, był dla wielu działaczy niespójny i nieprzejrzysty, w efekcie zakończył się marginalizacją Sławka. W tej sytuacji swoją pozycję umacniać chciał prezydent Mościcki, jednak nie miał wielkiego poparcia, programu politycznego ani gospodarczego, a w szczególności nie przedstawił przekonującego programu odbudowy jedności obozu. Szybko jego rywalem został Edward Śmigły-Rydz, który był uważany przez Piłsudskiego za jednego ze zdolniejszych generałów i przez wiele lat cieszył się jego zaufaniem, a jednocześnie stronił od polityki w okresie przed śmiercią Piłsudskiego.
Te aspekty sprawiły, że został mianowany na stanowisko generalnego inspektora sił zbrojnych. Jego wcześniej małe zaangażowanie w politykę sprawiło, że zyskał zaufanie społeczeństwa zmęczonego dotychczasowymi działaczami. Rydz-Śmigły zdobył sobie także poparcie wojskowych swoim przywiązaniem do kwestii poprawy zdolności obronnych armii i szybko podjętymi działaniami na rzecz naprawy zaniedbań Piłsudskiego. Członkowie grupy pułkowników przyłączali się do Rydza-Śmigłego i skupili wokół jego programu poprawy obronności kraju. Ten zaś z hasła poprawy stanu armii uczynił główny punkt swojego programu i naczelne hasło propagandowe swojego obozu.
Wiosną 1936 r. doszło w kraju do serii wystąpień ludności na tle ekonomicznym (m.in. w Krakowie i we Lwowie), które zostały krwawo stłumione, za co winą został obarczony nieudolny rząd Mariana Zyndrama-Kościałkowskiego, który Mościcki powołał samowolnie rok wcześniej. Wydarzenia te podkopały prestiż prezydenta i jego stronników, umacniając Rydza-Śmigłego. W efekcie prezydent i główny inspektor zawarli porozumienie o podziale wpływów w państwie, zgodnie z którym polityka wewnętrzna i obronna stały się domeną Rydza-Śmigłego, a polityka gospodarcza znalazła się w rękach Mościckiego. Po tym fakcie nowy rząd Felicjana Sławoja Składkowskiego powołali oni już wspólnie.
Wzrost znaczenia Rydza-Śmigłego, pomimo że niezgodny z doktryną sanacji oraz przepisami nowej konstytucji, został uzasadniony koniecznością podporządkowania kwestii fiskalnych, gospodarczych i międzynarodowych polityce obronnej oraz faktem, że Rydz-Śmigły, jako wykonawca testamentu Piłsudskiego, został przez niego jakoby postawiony na szczycie „hierarchii moralnej”, choć zdaniem Sławka miejsce to nie mogło być nigdy obsadzone przez inną osobę. Bogusław Miedziński nowe miejsce Rydza-Śmigłego uzasadniał lansowaną przez siebie zasadą „szogunatu”, w której prezydent jedynie „panował”, podczas gdy nowy marszałek sprawował faktyczne rządy. Ten stan został usankcjonowany okólnikiem premiera Sławoja-Składkowskiego z 13 lipca 1936 r., który uczynił Rydza-Śmigłego drugą osobą w państwie, a w listopadzie 1936 r. został on jeszcze awansowany na marszałka.
Nowy układ sił w państwie wbrew oczekiwaniom spowodował jednak dalszą dezintegrację obozu sanacyjnego, a jego skutkiem była niespójność działań aparatu administracyjnego. Umocnienie Rydza-Śmigłego spowodowało także wzrost wpływu wojska na kwestie polityczne, szczególnie dotyczące mniejszości narodowych.
Do 1939 władzę w kraju sprawował tzw. triumwirat Mościcki-Rydz-Beck.

### Nacjonalizm okresu schyłkowego
Krótko po powołaniu rządu Sławoja-Składkowskiego Rydz-Śmigły podniósł kwestię zagrożenia zewnętrznego państwa przez ZSRR i Niemcy. Rydz-Śmigły przejął koncepcję POS Sławka i rok później doprowadził do powołania Obozu Zjednoczenia Narodowego (OZN) jako nowej organizacji piłsudczyków, w czym swój udział mieli Bogdan Miedziński i Adam Koc. OZN przedstawiał w swojej deklaracji Rydza-Śmigłego jako wodza, będącego uosobieniem idei obrony państwa. Jednocześnie zarówno on, jak inni sanacyjni politycy nie mieli charyzmy i autorytetu Piłsudskiego, co wobec presji ze strony prawicy zmusiło obóz władzy do przesunięcia na prawo i współpracy ze środowiskami faszyzującymi. Ponadto zawarto w niej postulaty reform gospodarczych w celu nadrobienia zapóźnień cywilizacyjnych, solidaryzmu społecznego, jako alternatywy wobec komunizmu, związku polskości z katolicyzmem, konkurencji kulturalnej i gospodarczej wobec Żydów (choć potępiono akty przemocy wobec nich), dążenie do emigracji Żydów i polonizacji Ukraińców oraz Białorusinów.
Nacjonalistyczne hasła doprowadziły do poszerzenia bazy obozu o liczne, dotychczas niezależne, organizacje, ale równocześnie pozostawiło poza nim wiele dotychczasowych środowisk z lewicowych obrzeży sanacji, dawnych działaczy ludowych czy weteranów Legionów i POW. Z drugiej strony skręt ku skrajnej prawicy miał dwie podstawy. Po pierwsze bez Piłsudskiego obóz sanacyjny był słaby i pozbawiony spójności, a sanacyjna prawica postulowała wykorzystanie antyżydowskich resentymentów jako sposobu zyskania poparcia kosztem partii prawicowych. Po drugie wraz z nadejściem lat 30. zaczęła następować wymiana pokoleniowa wśród elit władzy na tzw. generację 1918, która przyszła na świat w latach 90. i weszła w dorosłość ok. 1918 r. Generacja ta była podatna na ówczesną, europejską radykalizację – podobnie jak politycy młodego pokolenia na opozycyjnej prawicy. W trakcie formowania OZN działacze sanacyjni nawiązali kontakty z niektórymi odłamami Narodowej Demokracji. Z powodu wyraźnie nacjonalistycznego charakteru OZN uzyskał poparcie środowisk m.in. Obozu Narodowo-Radykalnego. W praktyce sam OZN reprezentował tendencje totalitarne w łonie sanacji (poprzez kult wodza i paramilitarny charakter organizacji). Stephen J. Lee uznaje sanacyjne rządy w tym okresie za proto-faszystowskie, choć łagodniejsze od większości niefaszystowskich dyktatur Europy tamtego okresu, jak również mniej radykalne od opozycyjnej narodowej demokracji.
Na przełomie 1937 i 1938 r. doszło jednak do zmian w OZN, gdy Adam Koc i inni zwolennicy współpracy z nacjonalistami odeszli z kierownictwa organizacji, a OZN zaczął stronić od polityki, skupiając się na gospodarce i pozostając organizacją skupiającą członków administracji. Spowodowało to krytykę ze strony środowisk nacjonalistycznych. Równocześnie rosło znaczenie armii w życiu publicznym, która m.in. ingerowała w rozwój przemysłu zbrojeniowego oraz doprowadziła do zaostrzenia polityki wobec mniejszości narodowych (m.in. akcja burzenia cerkwi na Chełmszczyźnie).
Latem 1938 r. Walery Sławek, po śmierci dotychczasowego marszałka Stanisława Cara, został wybrany marszałkiem Sejmu. Postępowanie posłów było wyrazem niezadowolenia z rządów Mościckiego oraz Rydza-Śmigłego i stanowiło dla nich wyzwanie, jako że Sławek zapowiedział po wyborze egzekwowanie przestrzegania konstytucji. Zapowiedź ta została odebrana jako groźba, w związku z czym prezydent i generalny inspektor sił zbrojnych porozumieli się w sprawie rozwiązania Sejmu, co ogłoszono we wrześniu. Wskazując potrzebę opracowania przez nowy Sejm ordynacji wyborczej w miejsce tej z 1935 r., która przyczyniła się do prestiżowej porażki sanacji, obaj jednocześnie przypominali odpowiedzialność Sławka za tamtą porażkę.
W tym samym czasie związana z politykami prezydenckimi (tzw. „grupa zamkowa”) część działaczy zachęcała do współpracy opozycyjne partie socjalistyczne i ludowe, do czego tzw. sanacyjna lewica dążyła już wcześniej (m.in. w tworzonych od jesieni 1937 r. Klubach Demokratycznych), co w połączeniu z obietnicami zmiany ordynacji i poprawą sytuacji gospodarczej, pozwoliło uzyskać większą frekwencję, choć wielu wyborców te wybory również zbojkotowało. W wybranym Sejmie 166 posłów należało do OZN, 13 tworzyło Koło Posłów Niezależnych, 9 było niezrzeszonych, a resztę stanowiły koła mniejszości narodowych. W wyniku wyborów członkowie lub sympatycy OZN stanowili 80% nowych posłów, przy czym byli to głównie prowincjonalni urzędnicy i chłopi, zaś dawni legioniści byli nieliczni. Efektem wyborów było także niewejście do Sejmu Walerego Sławka, który zmarł śmiercią samobójczą w kwietniu następnego roku. Sławek mimo wszystko wciąż cieszył się dużym autorytetem aż do śmierci, a jego pogrzeb stał się manifestacją starych piłsudczyków, zarzucających nowemu kierownictwu państwa zdradę ideałów Piłsudskiego.
Spory wewnętrzne uległy wyciszeniu od października 1938 r., wraz z pogarszającą się sytuacją międzynarodową. Klęska wrześniowa położyła kres rządom sanacji, lecz jej działacze zachowali podczas II wojny światowej znaczne wpływy w Rządzie RP na uchodźstwie i Polskim Państwie Podziemnym. Okres rządów sanacji był przedmiotem badań Komisji Hallera. 